# 扎木中心县委红楼
扎木中心县委红楼又称为波密红楼，位于中國西藏自治区林芝市波密县人民政府机关大院内，是原中共扎木中心县委和昌都人民解放委员会波密第二办事处办公楼。

## 简介
扎木中心县委红楼位于林芝市波密县机关大院中，是一座典雅的红色二层仿苏联式木楼。
1953年，康藏公路管理局四工区进驻扎木，为了解决办公及住宿的需要，便请专家设计并建造了三幢仿苏俄建筑风格的木质结构楼房，现存的红楼便是其中最大的一幢。1956年，中央决定西藏六年内不实行民主改革，而实行适当收缩、精简机构、内调干部等等政策。根据上级决定，中共扎木中心县委及昌都人民解放委员会波密第二办事处迁入红楼办公及住宿。
在红楼上，中共扎木中心县委和昌都人民解放委员会波密第二办事处，宣传了十七条协议以及中国共产党的民族宗教政策。民主改革前，张经武、十四世达赖、十六世噶玛巴等人都曾下榻红楼。
1959年藏区骚乱中，1959年1月4日，扎木保卫战打响，红楼成为该战斗的指挥中枢，中共扎木中心县委和昌都人民解放委员会第二办事处的领导在红楼上指挥了这场战斗，并取得胜利。扎木保卫战的胜利，拉开了西藏平定“反革命叛乱”的序幕。此次战斗使红楼遭受重创。战斗结束后，扎木军民随即将红楼修葺一新。
民主改革后，西藏自治区、林芝市的领导也曾多次到红楼视察工作。扎木中心县委红楼是西藏自治区“十一五”重点文物保护工程项目之一。2013年，扎木中心县委红楼被列为第七批全国重点文物保护单位。